# Orquestra Sinfônica de Canberra

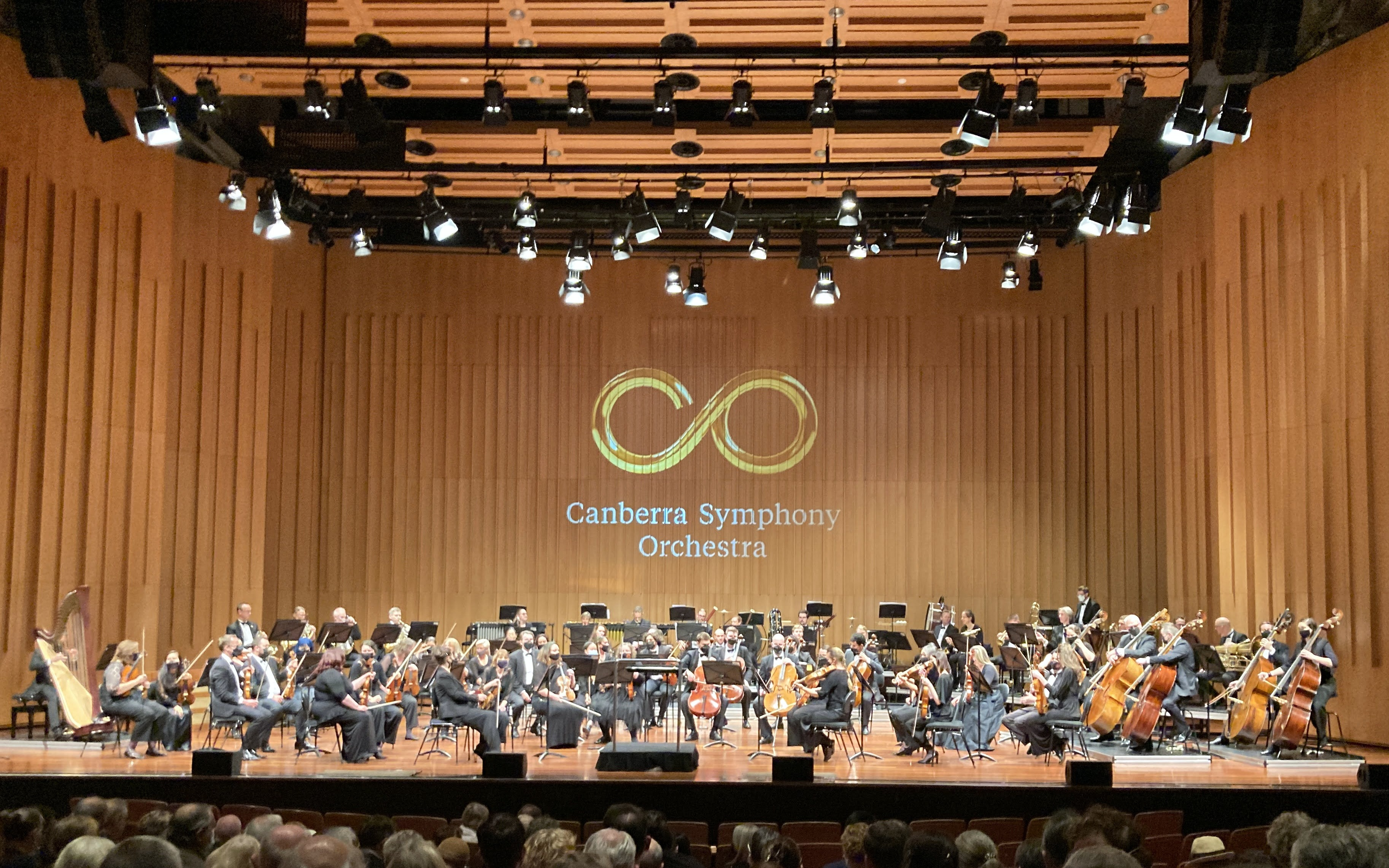
A Orquestra Sinfônica de Canberra pouco antes de um concerto no Llewellyn Hall, abril de 2022

A Orquestra Sinfônica de Canberra é a principal orquestra profissional do Território da Capital Australiana, baseada em Canberra, capital da Austrália.
A orquestra é formada por membros seniores da Escola de Música Universidade Nacional Australiana, estudantes e profissionais seniores. Foi fundada em 1966 por Ernest Llewellyn, que serviu como maestro até 1980.
Maestros notáveis já trabalharam na orquestra, como Richard Bonynge e Geoffrey Lancaster, e os compositores Peter Sculthorpe e Larry Sitsky. 
A orquestra apresenta inúmeras premières, incluindo a primeira performance australiana do Primeiro Concerto para Piano, de Medtner, com Geoffrey Tozer como solista, em 1992. A orquestra colabora com o Balé Australiano e a Ópera da Austrália.
De 2001 até 2005, o diretor artístico foi Richard Gill. Atualmente, o maestro chefe da orquestra é Nicholas Milton, um jovem maestro australiano, que mora na Alemanha, onde é violinista do Trio Macquarie.Milton também é o diretor da Orquestra Filarmônica de Jena, na Alemanha.